# Juan Guaidó
Juan Gerardo Antonio Guaidó Márquez (La Guaira, 28 luglio 1983) è un politico venezuelano, presidente dell'Assemblea nazionale dal 5 gennaio 2019 al 28 marzo 2019.
Il 23 gennaio 2019, durante una manifestazione, aveva giurato come presidente del Venezuela ad interim, dando inizio ad una crisi politica e ad un contenzioso con il presidente Nicolás Maduro, rimasto tuttavia il presidente in carica.

## Biografia
Guaidó si è diplomato nel 2000 dopo aver vissuto la tragedia di Vargas, ossia le violente alluvioni e inondazioni che nel dicembre 1999 hanno devastato lo Stato federato venezuelano, cosa che ha probabilmente influenzato la sua politica, rendendolo un oppositore del presidente Hugo Chávez. Si è laureato in ingegneria nel 2007, presso l'Università Cattolica Andrés Bello. Ha preso parte alle proteste in Venezuela del 2007 contro il rinnovamento della licenza alla rete televisiva RCTV e contro il referendum costituzionale promosso dall'allora presidente Chávez.

### Carriera politica
Nel 2009 è tra i membri fondatori del partito Volontà Popolare (Voluntad Popular), forte oppositore di Chávez prima e di Maduro poi. L'anno successivo viene eletto deputato dell'Assemblea nazionale per il suo Stato e, con questo incarico, si occuperà di indagare sulla corruzione presente nell'amministrazione del presidente venezuelano Nicolás Maduro, succeduto a Chávez nel 2013.

#### Presidenza dell'Assemblea nazionale e crisi presidenziale
Il 5 gennaio 2019 viene eletto presidente dell'Assemblea nazionale, il Parlamento venezuelano esautorato dal tribunale supremo di giustizia e soppiantato dall'Assemblea nazionale costituente, che ha inoltre il compito di redigere una nuova costituzione. Dopo il secondo insediamento di Maduro come presidente, Guaidó ha dichiarato di avere intenzione di rimuoverlo dalla sua carica, tuttavia egli è sostenuto dall'Assemblea nazionale costituente e dalla corte suprema, con il supporto di Russia, Turchia, Cina, ALBA e Lega araba.
Il 23 gennaio 2019, nel corso di una manifestazione in piazza contro l'esecutivo Maduro, Guaidó giura sulla Costituzione come presidente pro tempore del Venezuela dopo essere stato eletto dall'Assemblea nazionale, affermando la costituzione di un governo provvisorio. Autoproclamandosi presidente si è appellato all'articolo 233 della Costituzione venezuelana, la quale afferma che in caso di vuoto di potere il presidente dell'Assemblea nazionale è eleggibile come presidente ad interim.
Viene riconosciuto come presidente del Venezuela da: Stati Uniti, Francia, Regno Unito, Canada, Brasile, Colombia, Paraguay, Argentina, Perù, Ecuador, Cile, Guatemala e Costa Rica, mentre Russia, Cina, Messico, Cuba, Bolivia, Uruguay, Turchia, Nicaragua ed El Salvador continuano a riconoscere Maduro come presidente legittimo. Tra questi ultimi, il Messico e l'Uruguay sostengono la permanenza al potere di Maduro a patto che egli organizzi delle elezioni democratiche per sciogliere la crisi presidenziale che si è sviluppata, offrendosi per aiutare nel processo di una mediazione tra governo e opposizione. Guaidó ha tuttavia rifiutato la proposta dei due paesi, richiedendo la convocazione immediata di elezioni presidenziali "libere e democratiche".
Il 28 marzo 2019 il governo del presidente Maduro revoca a Guaidó l'incarico di presidente dell'Assemblea nazionale, inabilitandolo per 15 anni dall'esercitare un qualsiasi incarico pubblico. Guaidó non riconosce però la decisione, ritenendola illegittima ed incostituzionale.
Il 30 dicembre 2022, in seguito ad una perdita di consensi nella sua persona e di riconoscimento internazionale, nonché di un fallito tentativo di rimuovere il Presidente Nicolás Maduro, su proposta di tre partiti d’opposizione presenti nell’Assemblea nazionale, viene rimosso dal suo incarico di Presidente ad interim fino a quel momento detenuto, con 72 voti a favore, 29 contrari ed 8 astenuti. La mossa politica, nell’ottica di una normalizzazione dei rapporti con il Governo in vista delle elezioni presidenziali del 2024, pose finalmente fine alla crisi presidenziale scaturita nel 2019 e affidò la gestione delle ultime competenze rimaste all’esautorata Assemblea (che già da tempo aveva perso potere, rimanendo informalmente attiva, e rilevanza a discapito della “maduriana” Assemblea costituente), ad una commissione di 5 membri.